# Sanremo-Festival 1973
Die 23. Ausgabe des Festival della Canzone Italiana di Sanremo fand 1973 vom 8. bis 10. März im städtischen Kasino in Sanremo statt und wurde von Mike Bongiorno und Gabriella Farinon moderiert.

## Ablauf

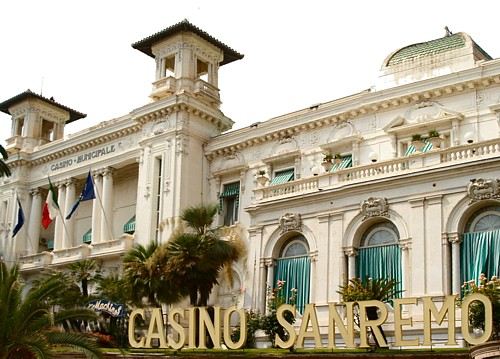
Das städtische Kasino, Veranstaltungsort des Sanremo-Festivals

1973 beschloss die RAI, sich nicht mehr am Sanremo-Festival zu beteiligen, unter Protesten nicht nur des Bürgermeisters von Sanremo. Nur das Finale des Wettbewerbs wurde im Fernsehen übertragen. Die Organisation ging an Vittorio Salvetti über, Moderator blieb hingegen (zum sechsten Mal) Mike Bongiorno, diesmal unterstützt von der Schauspielerin Gabriella Farinon. Die Anzahl der teilnehmenden Lieder wurde zunächst von 28 auf 32 erhöht, wovon jedoch Terra che non senti von Rosa Balestrieri wegen Regelverstoßes disqualifiziert wurde (das Lied war bereits einmal aufgeführt worden) und L’unica chance wegen kurzfristiger Erkrankung Adriano Celentanos nicht teilnehmen konnte, sodass zuletzt 30 Beiträge präsentiert wurden; 16 konnten sich an den ersten beiden Abenden für das Finale qualifizieren.
Celentano hatte als Grund seiner Erkrankung polemisch die schlechte Liedauswahl der Vorjury benannt; er kritisierte vor allem den Ausschluss einiger bekannter Namen wie Ivano Fossati, Lucio Dalla und Antonello Venditti, angesichts der großen Anzahl Newcomer, die es in die Auswahl geschafft hatten. Dennoch waren auch 1973 einige (angehende) Stars vertreten, etwa Drupi, der Schauspieler Christian De Sica, die Band J.E.T. (Vorgänger von Matia Bazar) und Roberto Vecchioni. Unter den Newcomern konnte sich die 19-jährige, mit Édith Piaf verglichene Gilda Giuliani profilieren: sie erreichte schließlich Platz fünf. Ansonsten konnten hauptsächlich bekannte Namen den Wettbewerb für sich entscheiden, Ricchi e Poveri, Milva und auf dem ersten Platz Peppino di Capri (bei seiner dritten Teilnahme).
Dieses Jahr verwendete die RAI für die Übertragung des Finalabends erstmals Kameras mit Farbaufzeichnung, wenngleich die Ausstrahlung im Fernsehen in Italien weiterhin in Schwarzweiß erfolgte, da das Farbfernsehen noch nicht verbreitet war. Die Aufzeichnung galt lange als verschollen, wurde jedoch 2017 wiedergefunden.

## Teilnehmende Beiträge
| Platzierung | Interpret           | Lied                                | Autoren                                                           |
| ----------- | ------------------- | ----------------------------------- | ----------------------------------------------------------------- |
| 1           | Peppino di Capri    | Un grande amore e niente più        | Franco Califano, Gianni Wright, Peppino di Capri, Claudio Mattone |
| 2           | Peppino Gagliardi   | Come un ragazzino                   | Gaetano Amendola, Peppino Gagliardi                               |
| 3           | Milva               | Da troppo tempo                     | Luigi Albertelli, Gene Colonnello                                 |
| 4           | Ricchi e Poveri     | Dolce frutto                        | Cristiano Minellono, Umberto Balsamo                              |
| 5           | Gilda Giuliani      | Serena                              | Vito Pallavicini, Gino Mescoli                                    |
| 6           | Wess e Dori Ghezzi  | Tu nella mia vita                   | Lubiak, F. Monti Arduini                                          |
| 7           | Roberto Vecchioni   | L'uomo che si gioca il cielo a dadi | Roberto Vecchioni                                                 |
| 8           | Fausto Leali        | La bandiera di sole                 | Vito Pallavicini, Fausto Leali                                    |
| 9           | Umberto Balsamo     | Amore mio                           | Cristiano Minellono, Umberto Balsamo                              |
| 10          | Anna Identici       | Mi son chiesta tante volte          | Pier Paolo Preti, Gianni Guarneri                                 |
| 11          | Camaleonti          | Come sei bella                      | Giancarlo Bigazzi, Claudio Cavallaro                              |
| 12          | Donatello           | Tu giovane amore mio                | Gian Pieretti, Fulvio Monachesi, Ricky Gianco, Alberto Nicorelli  |
| 13          | Memo Remigi         | Il mondo è qui                      | Memo Remigi                                                       |
| 14          | Alessandro          | Tre minuti di ricordi               | Miki Del Prete, Alessandro Pintus                                 |
| 15          | Lionello            | Straniera straniera                 | Francesco Specchia, Franco Chiaravalle                            |
| 16          | Lara Saint Paul     | Una casa grande                     | Andrea Lo Vecchio, Nicola Aprile, Nereo Villa                     |
|             | Mocedades           | Addio amor                          | Massimo Gallerani, Gianfranco Bosisio, Mario Nobile               |
|             | Pop Tops            | Angeline                            | Rosa Nisi Marsella, Claudio Daiano                                |
|             | J.E.T.              | Anika na-o                          | Felice Piccarreda, Piero Cochis, Piero Cassano                    |
|             | Bassano             | Cara amica                          | Francesco Specchia, Paolo Prencipe, Vitaliano Caruso              |
|             | Carmen Amato        | Dove andrai                         | Detto Mariano                                                     |
|             | Sergio Endrigo      | Elisa Elisa                         | Sergio Bardotti, Sergio Endrigo                                   |
|             | Lolita              | Innamorata io?                      | Alessandro Celentano, Franco Chiaravalle                          |
|             | Gigliola Cinquetti  | Mistero                             | Claudio Mattone                                                   |
|             | Christian De Sica   | Mondo mio                           | Paolo Conte, Giorgio Conte                                        |
|             | Alberto Feri        | Ogni volta che mi pare              | Franca Evangelisti, Piero Pintucci                                |
|             | Junior Magli        | Povero                              | Luciana Medini, Mario Mellier                                     |
|             | Le Figlie del Vento | Sugli sugli bane bane               | Franco Chiaravalle, Paolo Tomelleri, Anna Maria Piccioli          |
|             | Drupi               | Vado via                            | Enrico Riccardi, Luigi Albertelli                                 |
|             | Toni Santagata      | Via Garibaldi                       | Toni Santagata                                                    |

## Erfolge
Nur die Top sechs der Finalteilnehmer konnte sich anschließend in den Top 25 der italienischen Singlecharts platzieren.

| Jahr | Titel Interpret                               | Höchstplatzierung, Gesamtwochen, AuszeichnungChartsChartplatzierungen (Jahr, Titel, Interpret, Platzierungen, Wochen, Auszeichnungen, Anmerkungen) | Anmerkungen |
| Jahr | Titel Interpret                               | IT | Anmerkungen |
| ---- | --------------------------------------------- | --- | ----------- |
| 1973 | Un grande amore e niente più Peppino di Capri | IT1 (13 Wo.)IT | Platz 1     |
| 1973 | Tu nella vita mia Wess e Dori Ghezzi          | IT4 (17 Wo.)IT | Platz 6     |
| 1973 | Come un ragazzino Peppino Gagliardi           | IT6 (10 Wo.)IT | Platz 2     |
| 1973 | Serena Gilda Giuliani                         | IT9 (12 Wo.)IT | Platz 5     |
| 1973 | Da troppo tempo Milva                         | IT11 (7 Wo.)IT | Platz 3     |
| 1973 | Dolce frutto Ricchi e Poveri                  | IT21 (3 Wo.)IT | Platz 4     |

## Belege
1. ↑  Raiteche: 50 anni dopo recuperata la serata finale del Sanremo 1967. Rai, 26. Januar 2017, abgerufen am 31. Juli 2017 (italienisch).
2. ↑  M&D-Chartarchiv. Musica e dischi, abgerufen am 25. Juli 2017 (italienisch, kostenpflichtiger Abonnement-Zugang).